# L'Agent gelé
L'Agent gelé és un curtmetratge còmic mut francès del 1908 dirigit per Georges Méliès. No se'n coneix cap número de catàleg de Star Film Company.
La pel·lícula és rara entre les pel·lícules de ficció de Méliès en utilitzar rodatge de localització de paisatges exteriors reals en lloc de paisatges pintats. S'hi poden veure algunes de les propietats de la família Méliès a Montreuil-sous-Bois, incloses vistes exteriors de la casa dels pares de Méliès i el seu primer estudi de vidre, Studio A.
No s'ha documentat cap estrena en anglès per a la pel·lícula, però el títol traduït The Frozen Policeman s'ha utilitzat en treballs acadèmics.